# Monserrato (Catania)
Monserrato (Munsirratu in dialetto catanese) è un quartiere della città di Catania, facente parte della III Circoscrizione (già III Municipalità Borgo-Sanzio).

## Origine del toponimo
Il toponimo Monserrato trae origine dalla presenza nel quartiere di una chiesa intitolata al culto della Madonna di Montserrat.

## Geografia
Il quartiere Monserrato sorge nella parte settentrionale dell'abitato di Catania. Esso confina a nord con il quartiere Canalicchio, a ovest con il quartiere Borgo, a sud con Fossa dell'Arancio, a sud-est con Tribunali e a est con il quartiere Chiuse della Carvana.
Esso comprende una parte "antica", rappresentata dalla Via Monserrato a sud, che collega il Borgo con le Chiuse della Carvana e gli altri quartieri orientali del capoluogo etneo. La via Monserrato - che incrocia la via Etnea - è contigua alla via Gabriele D'Annunzio, che tocca una parte del quartiere. Altre strade importanti sono la via Canfora, la via Matteo Renato Imbriani, la via Passo di Aci e la via San Pietro.
La parte "moderna" invece, comprende tutta la parte settentrionale, che tocca la Circonvallazione di Catania, che in questo tratto si chiama viale Odorico da Pordenone. È collegata alla parte "antica" attraverso la via Imbriani, che conduce a piazza Abramo Lincoln. Più a nord si trova piazza Aldo Moro, la cui zona è conosciuta anche come Vulcania, poiché vi era un centro commerciale con questo nome che è durato dagli anni Ottanta fino alla fine degli anni Novanta del XX secolo.

## Storia
La nascita del quartiere è legata all'edificazione di un oratorio da parte dei religiosi della Confraternita di Maria Santissima di Monserrato avvenuta nel 1672, in un'area della parte orientale della città di Catania. Dopo il terremoto del 1693 che distrusse la città, accanto all'oratorio vi fu successivamente costruita la Chiesa della Madonna di Monserrato, e da allora la zona assunse perciò il nome di Monserrato.
Borgo rurale fino alla seconda metà del XIX secolo, l'architetto Bernardo Gentile Cusa nel suo Piano regolatore pel risanamento e per l'ampliamento della città di Catania del 1888, in cui propone l'allungamento della via Monserrato, viene così descritto:
«Anche questa conserverà oltre al nome la dimensione e la larghezza media dell'attuale via Monserrato: attraverserà una regione ridente perché coltivata quasi esclusivamente ad ortaglie e ad agrumi.»
Nei decenni successivi, con il processo di intensa urbanizzazione che interessò i quartieri circostanti, il quartiere Monserrato fu gradualmente inglobato nel tessuto urbano di Catania. Ciò avvenne soprattutto a partire dalla seconda metà del XX secolo, con l'edificazione di moderni e imponenti palazzi residenziali che portò alla realizzazione di nuove vie e piazze nella zona settentrionale.

## Monumenti e luoghi d'interesse
La parte antica del quartiere Monserrato è rappresentata in particolare dall'omonima via, caratterizzata dalla presenza di edifici a uso civile in stile borghese eclettico con elementi neoclassici, costruiti a fine Ottocento, come pure la via Canfora.
Nel tratto iniziale di via Monserrato si trova la Chiesa di Santa Maria di Monserrato, edificata nel 1754.

## Economia
Nel quartiere sorgono numerose attività economiche del settore terziario, consistenti perlopiù nel commercio e nei servizi.
Nel 1980, nella parte moderna, in piazza Aldo Moro, fu inaugurato il primo centro commerciale della provincia di Catania, il Vulcania Shopping Center, un moderno complesso di cinque piani, che ospitava oltre cinquanta attività commerciali e un supermercato. Le attività del centro commerciale chiusero nel 1996, e ciò fu dovuto allo sviluppo in quel periodo di negozi della grande distribuzione organizzata avvenuto nella zona commerciale di Misterbianco che lo mandarono in crisi. Non essendovi mai stati progetti concreti di recupero e di riqualifica, la struttura è rimasta per anni in totale stato di abbandono e di degrado, ed è stata spesso oggetto di atti vandalici, nonché luogo di ritrovo per tossicodipendenti e di rifugio per senzatetto. Attualmente ospita la sede del Centro di Quartiere della III circoscrizione, un grande impianto sportivo privato e un piccolo parco pubblico dotato di una bambinopoli, di un’area per cani e di un campetto da basket.

## Trasporti
La zona è regolarmente servita dai mezzi pubblici dell'AMTS, e vi transitano gli autobus delle linee 214M, 431N, 431R, 448.
Fino al 1993, sul viale Leonardo da Vinci e piazza Abramo Lincoln, passava il binario della Ferrovia Circumetnea, per la tratta urbana, che dalla Stazione Catania Borgo conduceva fino alla stazione di Catania Porto, in seguito dismesso per la costruzione della metropolitana di Catania (aperta al pubblico nel 1999), la quale ricalca il vecchio tracciato in superficie.

## Curiosità
- Al quartiere catanese Monserrato è ambientata la novella Rosso Malpelo di Giovanni Verga del 1878, dove fra questo quartiere e le Chiuse della Carvana collocava il luogo di lavoro del protagonista (cava di sabbia vulcanica).